# Рецесивна ознака
Рецесивна ознака — ознака, що не проявляється у гетерозиготних особин внаслідок придушення прояви рецесивної алелі.
Рецесивні ознаки — ознаки, прояв яких у гібридів першого покоління придушене за умови схрещування двох чистих ліній, одна з яких гомозиготна по домінантному алелю, а інша — по рецесивному. У цьому випадку (при моногібрідному схрещуванні) відповідно до закону розщеплення у другому поколінні рецесивна ознака знову проявляється приблизно у 25% гібридів.
Говорять також про рецесивний прояв ознаки (наприклад, якщо ознакою вважати колір горошин, то рецесивний прояв даної ознаки у гороху посівного — зелений колір, а домінантний — жовтий колір).
Часто рецесивні ознаки кодуються алелями, функція яких порушена внаслідок мутацій. Так, нещодавно була з'ясована природа рецесивності однієї з ознак, досліджених Грегором Менделем — зеленого забарвлення насіння гороху (ця ознака рецесивна по відношенню до жовтого забарвлення насіння). Зелений колір насіння у гороху визначається мутацією в гені sgr («stay green», «залишатися зеленим»). Цей ген кодує білок senescence-inducible chloroplast stay-green protein (SGR), що забезпечує руйнування хлорофілу в хлоропластах насінної шкірки в ході дозрівання насіння. При руйнуванні хлорофілу стають помітні жовті пігменти каротиноїди. Половинної кількості білка SGR вистачає для забезпечення його нормальної функції, тому спостерігається повне домінування; тільки якщо обидві копії гена мутантні (генотип YY), забарвлення залишається зеленим.
Рецесивні ознаки вищих тварин і людини, що мають хромосомний механізм визначення статі, прийнято ділити на аутосомно-рецесивні ознаки і рецесивні ознаки, зчеплені зі статтю. Особливо часто використовується цей поділ для ознак, що характеризують спадкові хвороби. До аутосомно-рецесивних відносяться, наприклад, такі захворювання, як фенілкетонурія (відповідною рецесивною ознакою можна вважати знижену або відсутню активність ферменту фенілаланін-4-гідроксилази в печінці), а до рецесивних захворювань, зчепленим зі статтю — наприклад, гемофілія А (ознака — знижена або відсутня активність фактора згортання крові VIII).
Хоча серед біохімічних ознак багато успадковуються як рецесивні, серед морфологічних ознак людини рецесивні і домінантні ознаки вказати набагато важче, так як більшість з них мають складну полігенну природу, а їх прояв залежить від неалельних взаємодій генів. До рецесивних моногенних ознак людини відносять брахідактилію, прирослі мочки вух, здатність великого пальця сильно згинатися в піднятому стані, відсутність веснянок на обличчі і ямочок на щоках при посмішці. Однак більшість цих ознак також можна вважати полігенними, так як ступінь їх прояву варіює в широких межах і залежить від стану багатьох генів.